# Jason Giambi
Pour les articles homonymes, voir Giambi.
Jason Gilbert Giambi (né le 8 janvier 1971 à West Covina, Californie, États-Unis) est un joueur de premier but et frappeur désigné de la Ligue majeure de baseball qui évolue de 1995 à 2014.
Frère aîné de Jeremy Giambi, il joue pour les Athletics d'Oakland, les Yankees de New York, Rockies du Colorado et les Indians de Cleveland. Il est élu joueur par excellence de la Ligue américaine en 2000 avec Oakland et a participé à cinq matchs des étoiles, de 2000 à 2004. Il a remporté le Bâton d'argent du meilleur joueur de premier but offensif de la Ligue américaine en 2001 et 2002. Il mène la Ligue américaine à 4 reprises pour les buts-sur-balles, en trois occasions pour la moyenne de présence sur les buts, une fois pour la moyenne de puissance et l'OPS et une fois pour les doubles. Au moment de la retraite, il était le meneur parmi les joueurs actifs pour les buts-sur-balles avec 1 366 et il maintient en 20 saisons une moyenne de présence sur les buts de ,399. Il frappe en carrière 2 010 coups sûrs et 440 circuits.
En 2003, il s'excuse d'avoir consommé des substances dopantes, mais n'a pas été testé positif après la mise en place des tests de dépistage de drogues.

## Début de carrière
En 1989, Jason Giambi est diplômé de l'école secondaire South Hills à West Covina où il pratiquait trois sports collectifs : baseball, basket-ball et football américain. Dans l'équipe de baseball, il avait pour coéquipier son frère Jeremy Giambi ainsi que Cory Lidle et Aaron Small (en), trois joueurs qui seront aussi plus tard ses coéquipiers dans le baseball majeur. Il maintient une moyenne au bâton de ,386 durant ces trois années, menant son équipe au tournoi final de l'État lors de sa dernière saison. Il a été nommé meilleur joueur d'une saison[Quand ?] en baseball et basket-ball. En football américain, il est sélectionné sur l'équipe d'étoiles (All-League Team).
Giambi est choisi par les Brewers de Milwaukee au 43e tour (1 116e choix global) du repêchage amateur de la Ligue majeure de baseball en 1989, mais préfère entrer à l'université d'État de Californie à Long Beach où il intègre l'équipe de baseball et obtient un diplôme d'études commerciales. Il est nommé recrue de l'année de la conférence Big West en 1990. Lors de sa deuxième année, il mène la conférence avec une moyenne au bâton de ,407 et termine sa carrière universitaire avec une moyenne de ,397.
Il remporte une médaille de bronze avec l'équipe américaine de baseball aux Jeux Panaméricains de 1991 à La Havane. Il est le choix de deuxième ronde (58e choix global) des Athletics d'Oakland en 1992 et signe son premier contrat professionnel le 2 juillet de la même année. Il représente les États-Unis dans le tournoi de baseball des Jeux olympiques d'été de 1992 à Barcelone. Les États-Unis ne finissent que 4e, battus par Cuba en demi-finale et par le Japon dans le match de classement. De retour aux États-Unis, il est affecté à l'équipe de Southern Oregon en ligue mineure (Northwest League, niveau A). En 13 matchs, il frappe 3 coups de circuit et produit 13 points.

## Carrière en Ligue majeure

### Athletics d'Oakland (1995-2001)

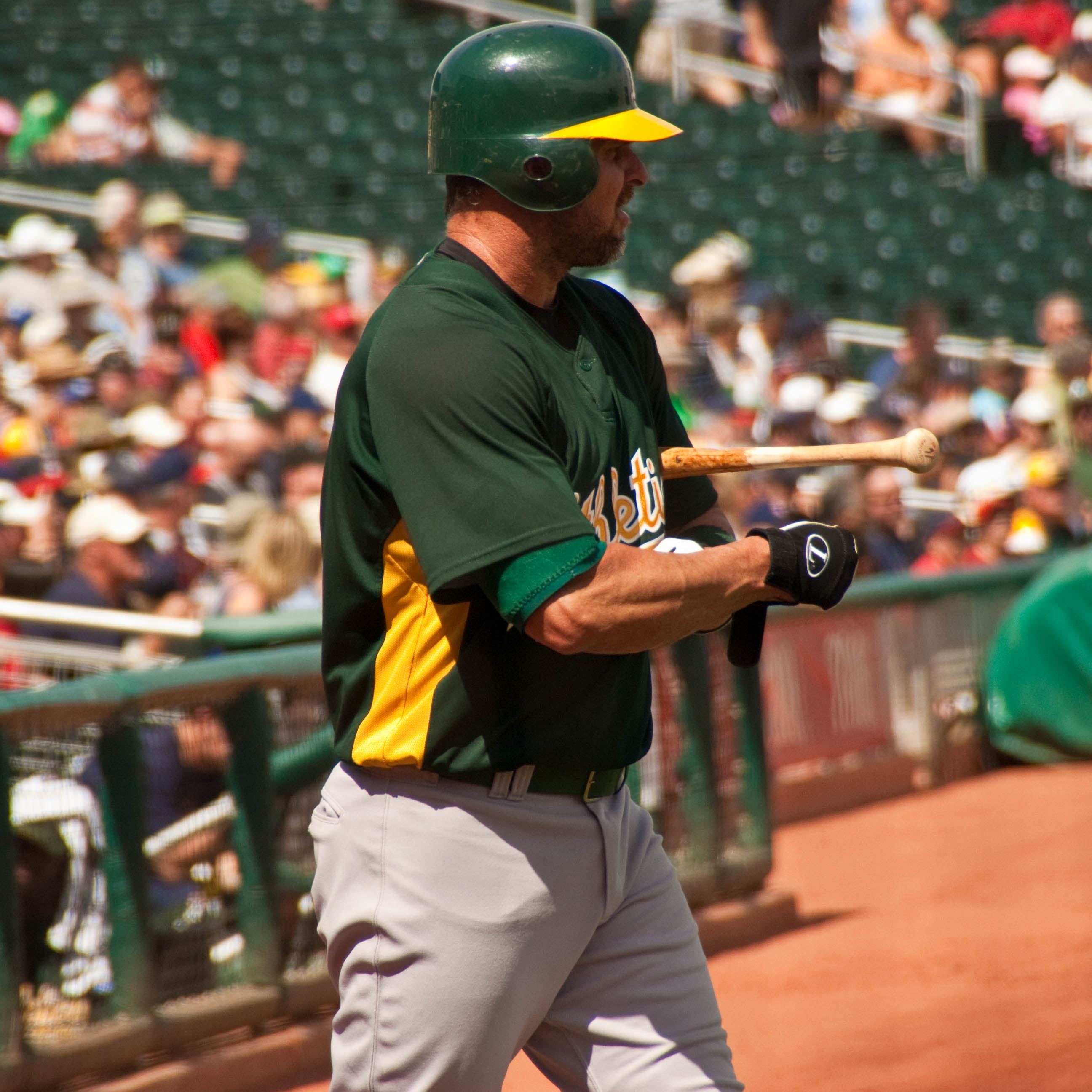
Jason Giambi en 2009 lors d'un second séjour à Oakland.

Après trois saisons en ligues mineures au poste de troisième but, Jason Giambi est appelé en Ligue majeure et fait ses débuts avec les Athletics d'Oakland le 8 mai 1995. Il est rétrogradé au club-école des Trappers d'Edmonton en Ligue de la côte du Pacifique (niveau AAA) en raison de performances peu convaincantes mais revient au mois de juillet pour le reste de la saison. Il alterne entre le premier but, le troisième but et le champ extérieur jusqu'en 1997, où il devient le joueur de premier but des A's à la suite du départ de Mark McGwire pour les Cardinals de Saint-Louis. En 1998, Giambi mène son équipe au nombre de circuits (27), au nombre de points produits (110) et à la moyenne au bâton (,295).
Il améliore ses statistiques en 1999 avec une moyenne au bâton de ,315, 33 circuits, 105 buts-sur-balles (2e total en Ligue américaine) et 123 points produits (6e total en Ligue américaine). Il finit 8e au vote du meilleur joueur de la ligue. Sa saison 2000 est encore plus spectaculaire. Il remporte le trophée de meilleur joueur de Ligue américaine devant Frank Thomas. Ses statistiques continuent à augmenter : 137 buts sur balles (1er de la ligue), ,333 de moyenne au bâton (7e), 43 circuits (2e, meilleur total personnel), 137 points produits (4e, meilleur total personnel) et 108 points marqués (10e).
La saison 2001 est presque identique. Il mène la Ligue américaine pour les buts sur balles (129), les doubles (47), la moyenne de puissance (,660, meilleur moyenne personnelle) et les coups sûrs de plus d'un but (87). Sa moyenne au bâton de ,342 marque son record en carrière. Il termine second lors du vote de meilleur joueur, derrière Ichiro Suzuki qui débutait sa carrière en MLB après plusieurs saisons au Japon. Il décroche son premier Bâton d'argent.
En 2000 et 2001, Jason Giambi honore les premières de 5 sélections consécutives au match des étoiles. Ces deux années-là, il participe aux Séries de divisions avec les Athletics, avec à chaque fois une élimination face aux Yankees de New York. C'est aussi en 2000 et 2001 qu'il compte pour coéquipier son frère Jeremy Giambi, que les Athletics acquièrent dans une transaction avec les Royals de Kansas City.
Il devient agent libre pour la première fois de sa carrière le 5 novembre 2001.

### Yankees de New York (2002-2008)

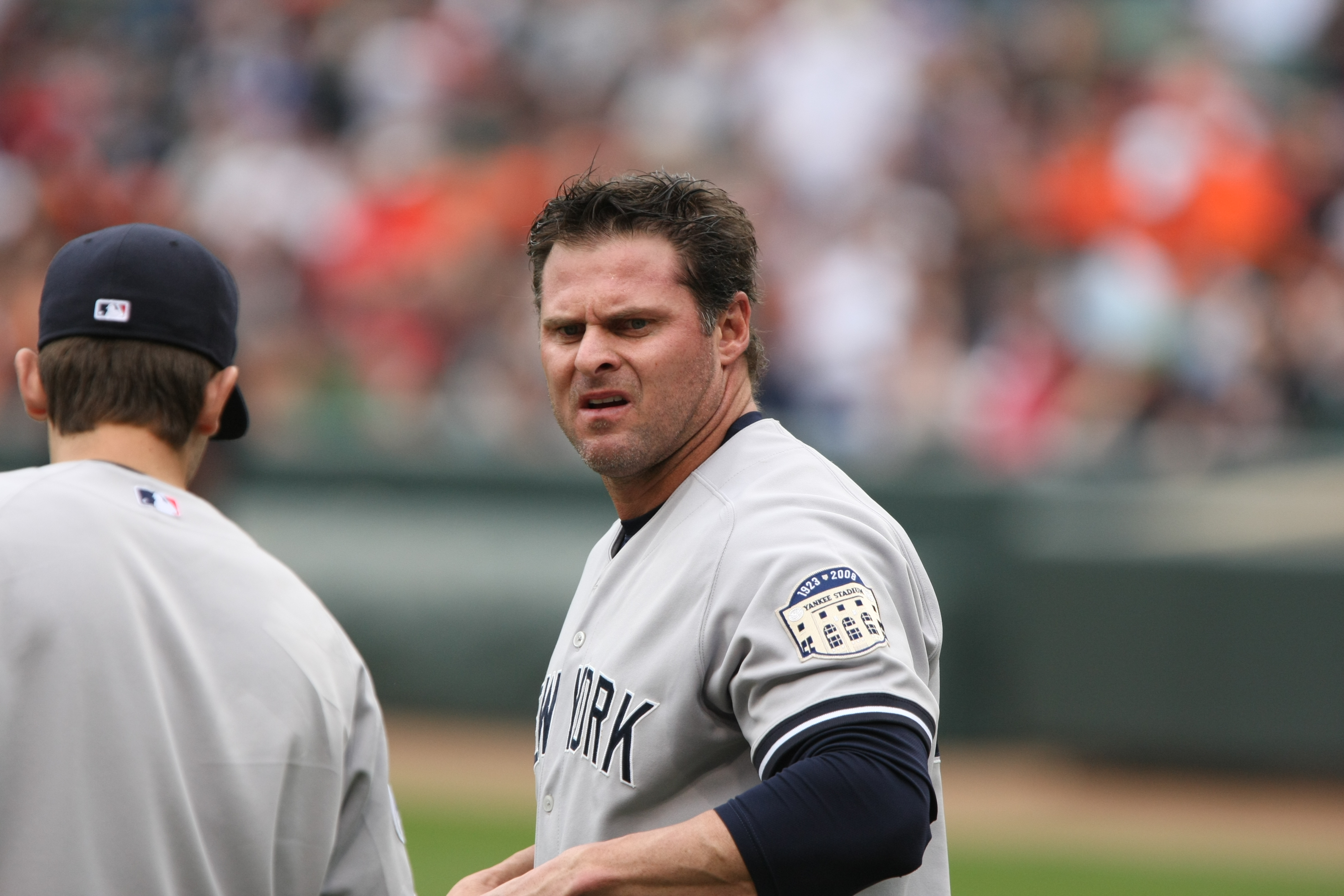
Jason Giambi en 2008.

Le 13 décembre 2001, Jason Giambi signe un contrat de sept ans et 120 millions USD avec les Yankees de New York. Ce transfert est vécu comme une trahison par les supporters des Athletics qui n'hésitent pas à montrer leur colère lorsque les Yankees jouent à Oakland. Le 14 mai 2005, un spectateur lui a même lancé un verre de bière lors de son retour vers l'abri des joueurs.
En 2002, Giambi continue sur les mêmes bases que les saisons précédentes. Il mène la Ligue américaine pour la deuxième saison consécutive pour les présences sur les buts (300), obtient 109 buts-sur-balles (2e de la ligue), 41 circuits (4e), 120 points marqués (4e) et 122 points produits (5e), avec une moyenne au bâton de ,314 (6e). Il termine au 5e rang du vote du Meilleur joueur de Ligue américaine et remporte un deuxième Bâton d'argent. Parmi les faits marquants de la saison, il procure aux Yankees une victoire sur les Twins du Minnesota le 17 mai 2002 grâce à un grand chelem « ultime » en fin de 14e manche. Les Yankees tiraient alors de l'arrière 12-9 et le circuit de Giambi les fait gagner 13-12. Ce n'est que la 21e fois de l'histoire des majeures qu'un joueur met fin à un match avec un grand chelem alors que son club tire de l'arrière par 3 points, et la première fois pour les Yankees depuis un exploit similaire réussi le 24 septembre 1925 par Babe Ruth.
Même si sa moyenne au bâton descend à ,250 en 2003, il mène la ligue au nombre de buts-sur-balles pour la troisième fois avec 129. Il frappe une nouvelle fois plus de 40 circuits en saison (41, 4e de la ligue) et produit 107 points (8e). Pour la première fois, il mène la ligue au nombre de retraits sur des prises (140).
Sa saison 2004 est perturbé par des douleurs intestinales et son rendement chute fortement. Le 30 juillet 2004, il est placé sur la liste des blessés pour 15 jours à la suite du diagnostic d'une tumeur bénigne. Il revient dans l'alignement le 14 septembre après 49 matchs d'absence. Il termine la saison avec seulement 12 circuits, 33 points, 40 points produits et sa plus basse moyenne au bâton (,208) en carrière.
À ses trois premières années chez les Yankees, de 2002 à 2004, Giambi est invité au match des étoiles, ce qui lui donne 5 participations en 5 ans en incluant ses deux dernières campagnes à Oakland.

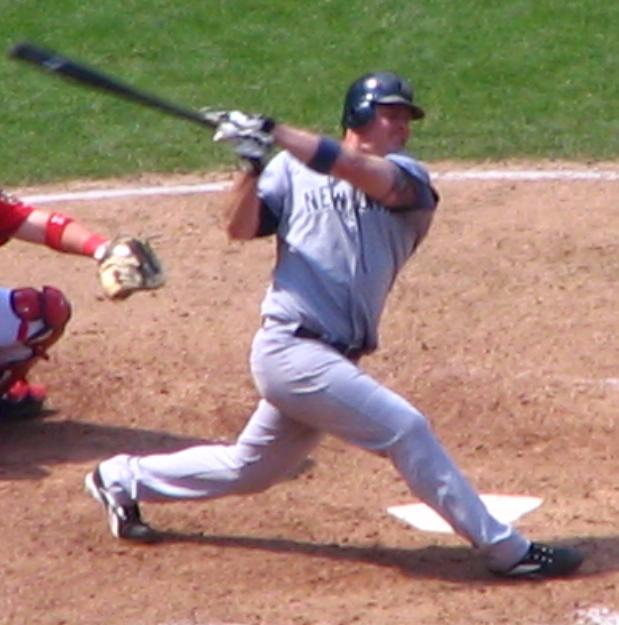
Jason Giambi en 2006 avec les Yankees.

La première moitié de la saison 2005 est dans la continuité de la précédente avec des statistiques au plus bas (5 circuits et 22 points produits). Alors que les Yankees envisagent de l'envoyer en ligue mineure, il revient à son meilleur niveau en frappant 14 circuits lors du mois de juillet, égalant le total de Mickey Mantle (juillet 1961). Son dernier circuit du mois est également son 300e en carrière. Il finit la saison en tête du classement des buts sur balles (108) pour la quatrième fois. Il reçoit le titre de Comeback Player of the Year pour la Ligue américaine.
En 2006, Jason Giambi est nommé joueur du mois d'avril avec une moyenne au bâton de ,344, 9 circuits et 27 points produits. Il n'est pas sélectionné pour le match des étoiles malgré ses bonnes performances. Il termine sa saison avec 37 circuits, 113 points produits, 113 points et une moyenne de ,253, le tout en seulement 139 matchs (70 comme frappeur désigné et 68 comme première base).

### Scandale BALCO
En 2003, son nom est cité par des agents du FBI enquêtant sur un laboratoire d'analyses de la région de San Francisco. Les dirigeants de BALCO (Bay Area Laboratory Co-operative) ont été accusés d'avoir fourni des substances dopantes à plusieurs joueurs de la ligue majeure de baseball, ainsi qu'à des athlètes de l'équipe américaine d'athlétisme et à des joueurs de football américain de l'équipe des Raiders d'Oakland. En décembre 2004, le San Francisco Chronicle sort un article sur le témoignage de Giambi durant l'enquête préliminaire de 2003. Le journal affirme que Giambi a avoué l'utilisation de plusieurs stéroïdes anabolisants pendant les intersaisons entre 2001 et 2003. Il a aussi avoué s'être injecté de l'hormone de croissance humaine lors de la saison 2003.
Le 16 mai 2007, dans un entretien avec le quotidien USA Today, Jason Giambi s'est excusé d'avoir utilisé des produits dopants et a demandé à d'autres athlètes de faire la même chose.

### Retour à Oakland

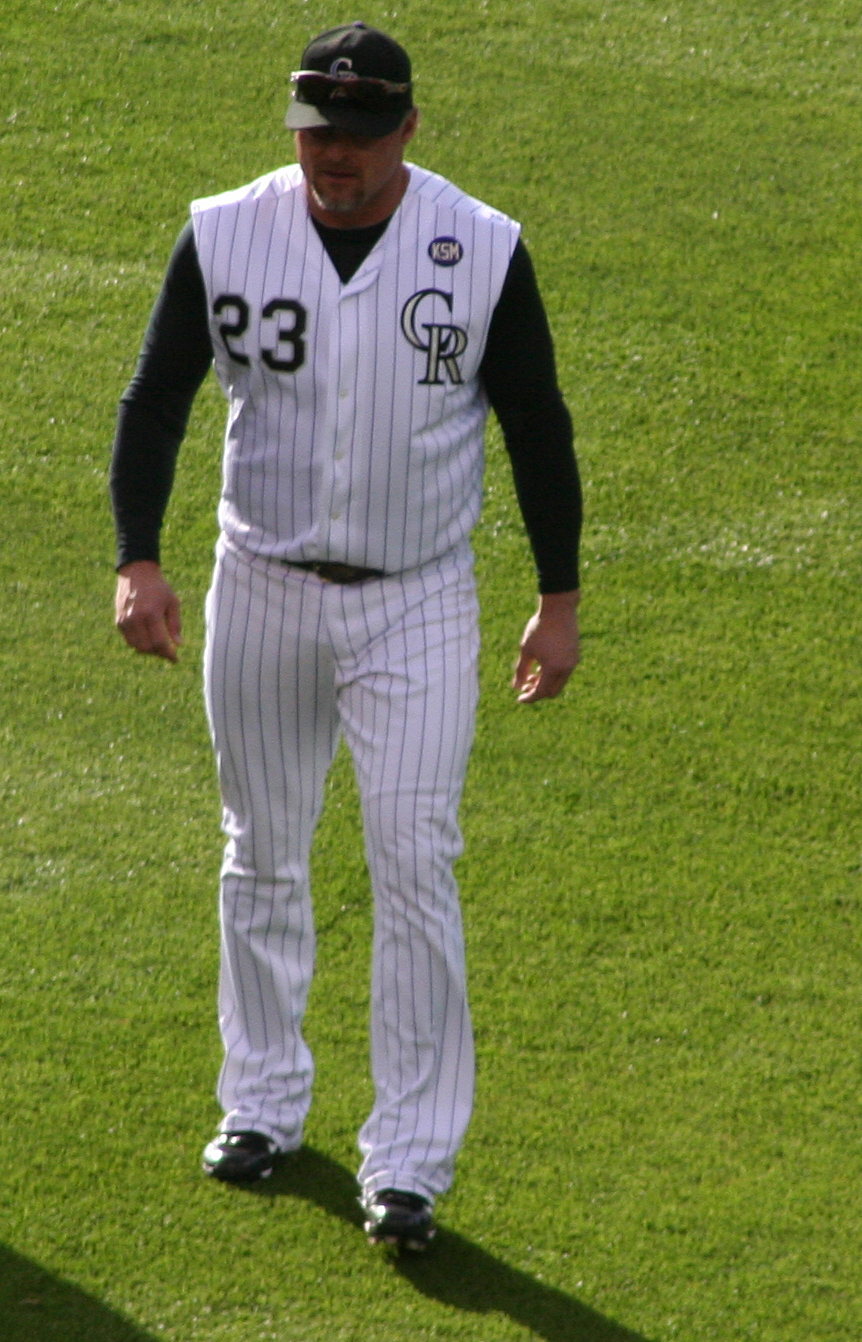
Jason Giambi en 2010 avec les Rockies du Colorado.

Après sept saisons chez les A's et sept chez les Yankees, Giambi a officialisé son retour à Oakland en signant le 7 janvier 2009 un contrat d'un an avec l'équipe avec laquelle il avait fait, en 1995, ses débuts dans les majeures. Giambi pouvait 4 millions de dollars pour jouer avec les A's en 2009, et 6,5 millions si le club exerçait son année d'option pour la saison 2010. Cependant, il connaît peu de succès en attaque et est libéré par les A's le 7 août.

### Rockies du Colorado
À la suite de son congédiement par les A's, Giambi est engagé par les Rockies du Colorado le 24 août 2009. Il joue la saison 2010 comme réserviste avec les Rockies.
En janvier 2011, Giambi accepte un contrat des ligues mineures offert par Colorado.
Des ennuis de santé et une hernie limitent Giambi à 60 parties jouées en 2012. En octobre de la même année, il est interviewé pour le poste de manager des Rockies, laissé vacant par Jim Tracy et se dit prêt à prendre sa retraite de joueur pour accepter l'emploi s'il lui est offert. Les Rockies choisissent finalement Walt Weiss pour diriger l'équipe.

### Indians de Cleveland

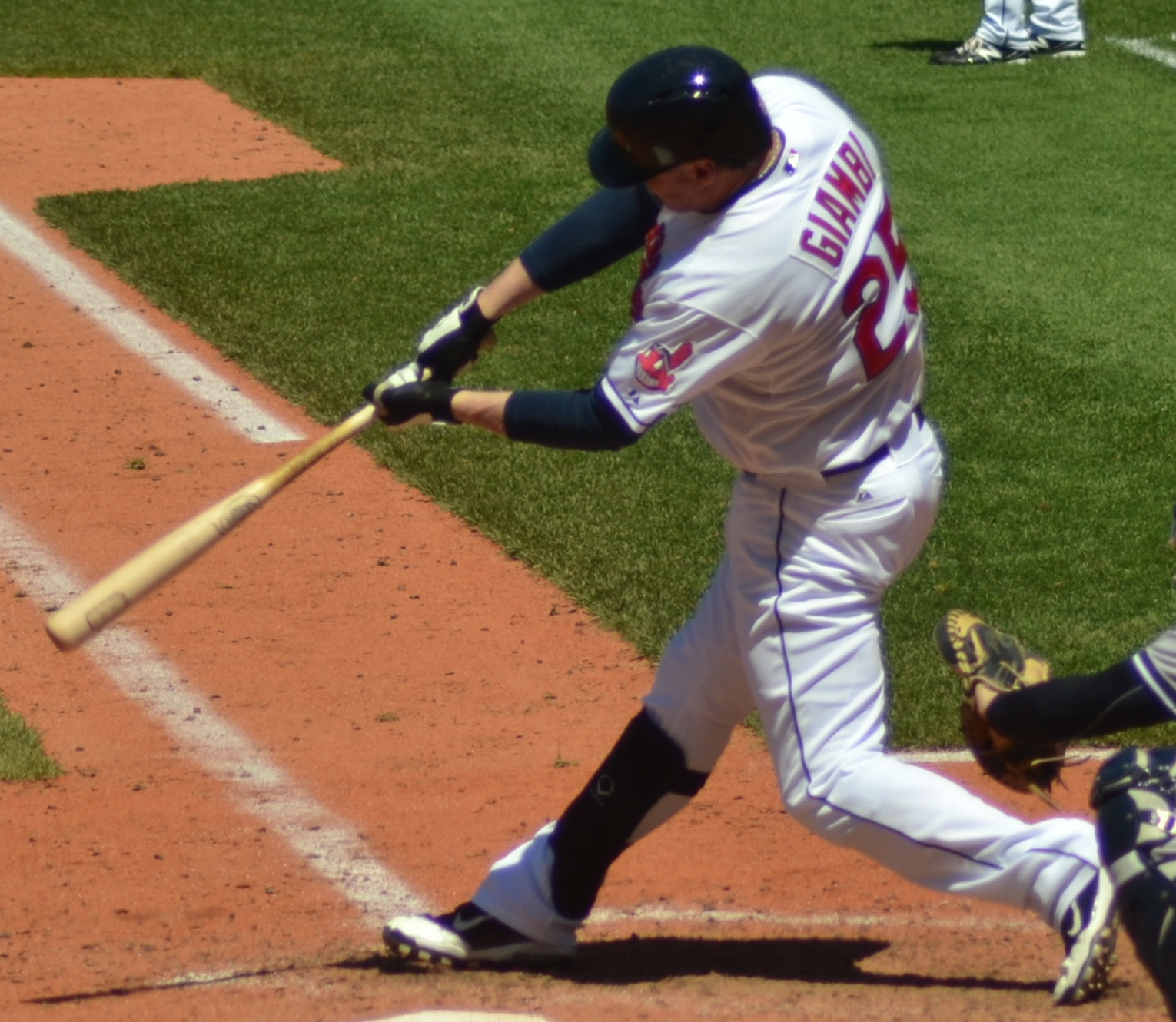
Jason Giambi en 2013 avec Cleveland.

Le 9 février 2013, Giambi signe un contrat des ligues mineures avec les Indians de Cleveland. En 71 parties joués pour Cleveland en 2013, sa moyenne au bâton n'est que de ,183 et sa moyenne de présence sur les buts ne s'élève qu'à ,282. Il frappe néanmoins 9 circuits et produit 31 points. Cleveland l'utilise comme frappeur désigné et, dès le début de la saison des agents libres, renouvelle son contrat pour 2014. Giambi fête ses 43 ans en janvier 2014. Il est le joueur en activité le plus âgé des ligues majeures. Après la saison 2013, il possède une moyenne de présence sur les buts de ,400 et est le meneur parmi les joueurs actifs pour les buts-sur-balles, avec 1 357 en carrière. À sa retraite après la saison 2014, sa 20e dans les majeures, il est toujours le meneur parmi les joueurs en activité avec 1 366 buts-sur-balles et il conclut sa carrière avec une moyenne de présence sur les buts de ,399.
Giambi annonce sa retraite sportive le 16 février 2015.